# Nizzolina
Nizzolina è l'unica frazione di Marnate in provincia di Varese: posta a sud-est del centro abitato, costituì un comune autonomo fino al 1866.

## Storia
Nizzolina era un piccolissimo centro del Milanese di antica origine, appartenente alla Pieve di Olgiate Olona del Ducato di Milano. Abitato da non più di 90 abitanti al censimento del 1751, nel 1786 entrò nella neocostituita Provincia di Varese, soppressa cinque anni dopo. Al censimento del 1805 conteggiò ancora soli 94 abitanti, configurandosi come una piccola comunità rurale. Il governo napoleonico ne decretò la soppressione nel 1809, aggregandolo dapprima a Castegnate e poi a Gorla Minore. La politica restauratrice degli austriaci portò nel 1816 al ristabilimento del Comune di Nizzolina nel 1816, con la costituzione del Regno Lombardo-Veneto, e l'abitato cominciò lentamente a crescere, giungendo a 203 residenti nel 1853. Fu un decreto di Vittorio Emanuele II del 1866 a sopprimere nuovamente il comune aggregandolo a Marnate.